# Fusil Berthier
Los Berthier eran una serie de fusiles y carabinas de cerrojo que disparaban el cartucho 8 x 50 R Lebel, empleados por el Ejército francés desde la década de 1890 hasta la Batalla de Francia (1940). Después de la Segunda Guerra Mundial, la carabina Berthier con depósito de cinco cartuchos (Mosquetones M1890/16, M1892/16 y M1916) fue nuevamente empleada por la Legión Extranjera Francesa y algunas unidades coloniales de infantería y caballería, inclusive el 1.er Regimiento de Espahis marroquíes. Las carabinas Berthier M1916 fueron mantenidas en servicio por algunas unidades policiales francesas (como las Compagnies Républicaines de Sécurité o CRS) hasta la década de 1960.
Las armas Berthier fueron inventadas por Emile Berthier, un ingeniero civil francés que trabajaba en el ferrocarril argelino y cuya primera carabina diseñada para las tropas de caballería fue adoptada por el Ejército francés el 14 de marzo de 1890. Los registros franceses que se han conservado indican que en total se fabricaron más de 2.000.000 de fusiles y carabinas Berthier por los arsenales estatales y empresas civiles.

## Mosquetón Berthier (carabina), M1890 y M1892

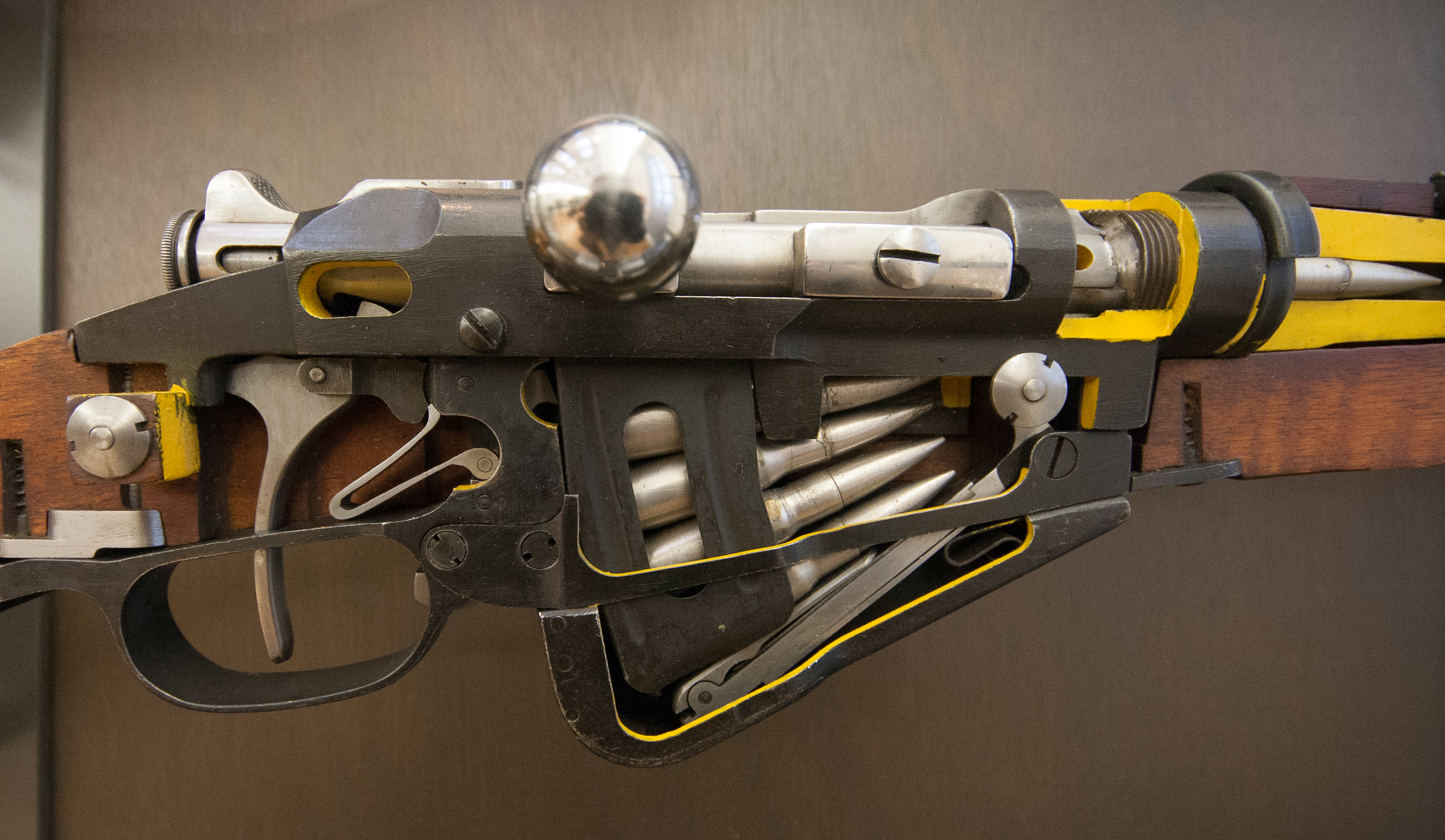
Carabina Berthier seccionada, en el Museo de la Manufacture de Armes de Saint Etienne.

El diseño de Berthier empezó con los "mosquetones Berthier" - una serie de carabinas de cerrojo para la caballería y la artillería con un mecanismo diferente al del fusil Lebel M1886/93. Por ejemplo, los tetones de acerrojado del cerrojo de la carabina Berthier se encajaban verticalmente en el cajón de mecanismos, en lugar de horizontalmente como en el fusil Lebel. Las carabinas Berthier fueron suministradas por primera vez en 1890 y en 1892, siendo diseñadas por Emile Berthier, un ingeniero del Ferrocarril de la Argelia Francesa, para disparar el cartucho 8 x 50 R Lebel. La carabina Berthier fue introducida en servicio para reemplazar a las anticuadas carabinas monotiro Gras M1874 - que todavía eran el armamento estándar de la caballería, la artillería y la gendarmería aún después de la introducción del fusil Lebel M1886/93. Los anteriores experimentos con diversas versiones carabina del fusil Lebel demostraron ser muy pesadas y lentas de recargar mientras se cabalgaba. Aunque conservaba la mayoría de ventajas del mecanismo de cerrojo, la carabina Berthier era mejor respecto al fusil M1886/93 por emplear una culata con guardamanos y un peine en bloque de 3 cartuchos tipo Mannlicher. Estas carabinas Berthier fueron gradualmente suministradas a todas las unidades de caballería, artillería y gendarmería durante la década de 1890. 

## Fusil M1902 y M1907
Después del éxito de las carabinas Berthier, dos modelos de fusiles Berthier entraron en servicio en los años precedentes a la Primera Guerra Mundial. Estos fueron el M1902 y el M1907, que fueron respectivamente suministrados a los Tiradores indochinos y los Tiradores senegaleses. Ligeros y más sencillos de manipular y cargar que el fusil Lebel M1886/93, los fusiles Berthier demostraron ser más adecuados para tiradores zurdos y más sencillos de mantener en climas tropicales. En comparación con el Lebel M1886/93, los mecanismos de puntería del Berthier eran más anchos, más altos y más resistentes. Al igual que las carabinas, estos fusiles también tenían un depósito interno fijo alimentado mediante un peine en bloque tipo Mannlicher de 3 cartuchos y disparaban el cartucho 8 x 50 R Lebel. Los fusiles M1902 y M1907 fueron fabricados bajo pedido y en pequeña cantidad (unos 5.000 fusiles entre ambos modelos) por la Manufacture d'armes de Châtellerault.     

## Primera Guerra Mundial y el Fusil M1907/15
Durante la Primera Guerra Mundial, una versión modificada del fusil con depósito de 3 cartuchos M1907 designada Fusil M1907/15 fue fabricada en grandes cantidades (435.000 fusiles en total) y suministrada a las tropas coloniales, la Legión Extranjera Francesa y a varios aliados (como la Legión Rusa en Francia, el Reino de Serbia, Grecia y a los regimientos de soldados afroamericanos de la Fuerza Expedicionaria Estadounidense destacados en el Ejército francés). También fue suministrado a algunos regimientos regulares de infantería franceses después de 1916 para paliar una endémica escasez del fusil Lebel, a pesar de que se habían fabricado más de 2.000.000 de estos entre 1887 y 1917. Tanto la Manufacture d'armes de Saint-Étienne como la MAC (Châtellerault) fueron los principales contratistas estatales para producir el M1907/15. Los contratistas civiles ("Delaunay-Belleville","Continsouza" and "Manufacture Parisienne d'Armes et de Mecanique Generale") también participaron masivamente en la producción del M1907/15.
La Remington UMC también fue contratada para producir una orden del Ejército francés de 200.000 fusiles M1907/15. A pesar de tener un muy buen acabado, los fusiles fabricados por Remington fueron rechazados por los inspectores del gobierno francés, quienes alegaron que los fusiles no cumplían los estándares franceses para las dimensiones del estriado del ánima y de la recámara. El contrato se canceló después de que se hubieran producido aproximadamente la mitad de los fusiles requeridos; estos fusiles fueron vendidos en el mercado civil. Los fusiles suministrados a los soldados afroamericanos de la 93.ª División estadounidense eran de fabricación francesa, no los de fabricación estadounidense. Muchos de estos fusiles aparecieron después en el mercado estadounidense de armamento sobrante, con frecuencia modificados para cacería o tiro al blanco. Estos fusiles tienen un significado especial para los historiadores afroamericanos.[cita requerida]
En combate, la mayoría de soldados consideraban a los fusiles y carabinas Berthier, con sus culatas macizas y depósito de rápida recarga mediante su peine en bloque, como importantes mejoras. Sin embargo, la limitada capacidad de cartuchos del depósito del Berthier M1907/15 (3 cartuchos) era vista como una gran desventaja por los soldados de primera línea, o que participaban en asaltos o incursiones a las trincheras enemigas.
Como respuesta, las autoridades militares francesas introdujeron en 1916 un fusil Berthier modificado, designado como Fusil Mle 1907/15-M16, pero generalmente llamado fusil M1916 (Fusil Mle 1916). El nuevo fusil tenía un depósito con capacidad de 5 cartuchos. El Berthier M1916 solamente apareció en primera línea en pequeñas cantidades a fines del verano de 1918. Con su depósito de mayor capacidad, tuvo una mejor aceptación que el M1907/15 y más tarde fue ampliamente suministrado a la infantería en el período de entreguerras, después que su producción se intensificó. A pesar de todo, algunos comandantes continuaron presionando para que se vuelva a suministrar el viejo Lebel M1886/93 a sus soldados. Después de la Primera Guerra Mundial, la Legión Extranjera Francesa, que utilizó el M1907/15 con depósito de 3 cartuchos durante la mayoría de sus operaciones en combate después de 1916, fue reequipada con el viejo fusil Lebel M1886/93.
La variante más exitosa y más empleada del fusil Berthier fue la variante carabina del M1916, designada como "Mosquetón Berthier M 1892/16". Al contrario del fusil Berthier M1916 con depósito de 5 cartuchos, cuya producción apenas había empezado a fines del verano de 1918, la producción masiva (más de 800.000 carabinas) de las carabinas con depósito de 5 cartuchos empezó mucho antes, en mayo de 1917, en la Manufacture d'armes de Chatellerault (MAC). La carabina Berthier con su depósito de 5 cartuchos demostró inmediatamente ser muy popular con las unidades de caballería, artillería y reconocimiento. Todavía estaba en servicio con algunas unidades policiales francesas en la década de 1960.
Después de la Primera Guerra Mundial, el Ejército francés buscó reemplazar al cartucho 8 x 50 R Lebel, que era inadecuado para depósitos de fusil de gran capacidad, así como en fusiles semiautomáticos y ametralladoras. Después de un considerable retraso, entró en servicio el moderno cartucho sin pestaña 7,5 mm M1929 para la ametralladora ligera MAC M1924/29. Los fusiles Berthier fueron modificados (Fusil Mle 1907/15-M34) o producidos para disparar el nuevo cartucho (Fusil Mle 1934). Sin embargo, esto apenas era una medida temporal, ya que el Ejército francés adoptó el MAS-36 como su nuevo fusil de cerrojo estándar. Finalmente, la producción de los fusiles modificados Berthier M1907/15-M34 fue limitada en aproximadamente unas 80.000 unidades.

## Segunda Guerra Mundial
A pesar del surgimiento del MAS-36, el Ejército francés no tenía suficientes fusiles del nuevo modelo para todas sus unidades. Los fusiles y carabinas Berthier continuaron en servicio y fueron empleados en combate en 1940 tanto en Francia como en Noruega. Fusiles Berthier M1916 seleccionados fueron equipados con miras telescópicas y empleados junto a fusiles Lebel con mira telescópica por los francotiradores de algunas unidades francesas. En septiembre de 1938, el Ejército francés introdujo el Corps Franc, que eran formaciones especiales para misiones de infiltración y reconocimiento a larga distancia, cuyos soldados formaban equipos de asalto. Estos soldados de élite de reconocimiento e infiltración estaban equipados con una variedad de armas ligeras, incluyendo un cuchillo de combate, una pistola, granadas de mano y carabinas Berthier M1892/16.
Durante la Segunda Guerra Mundial, la Alemania nazi suministró muchas carabinas Berthier capturadas a las fuerzas alemanas de ocupación en Francia, principalmente a las unidades que servían en la Muralla del Atlántico. Algunas fueron empleadas por unidades policiales en operaciones antipartisanos en varios países de Europa del Este, inclusive unidades de seguridad que operaban en la retaguardia de las líneas alemanas en la Unión Soviética.

## Posguerra
Después de la Segunda Guerra Mundial, la mayoría de fusiles Berthier fueron retirados de servicio, excepto por algunos, empleados por unidades locales y fuerzas de reserva. Sin embargo, la carabina Berthier con depósito de 5 cartuchos (mosquetones M1890/16, M1892/16 y M1916) fue nuevamente empleada por la Legión Extranjera Francesa y algunas unidades coloniales de infantería y caballería, inclusive el 1.er Regimiento de Espahís Marroquíes, unidades francesas de caballería motorizada y guardias fronterizos. Las carabinas Berthier fueron mantenidas en servicio por algunas unidades policiales francesas (como las Compagnies Républicaines de Sécurité o CRS) hasta la década de 1960.
A fines de la década de 1940, el Servicio Forestal de Turquía empezó a suministrar carabinas Berthier con depósito de 3 cartuchos, modificadas para emplear una culata tipo Mannlicher. Estas carabinas, conocidas entre los coleccionistas como "carabina forestal turca", fueron empleadas para proteger los bosques de nogal del Cáucaso de la tala ilegal.

## Mannlicher Berthier
La carabina Berthier era una carabina francesa de 8 mm, que fue empleada por el Ejército francés durante la Primera Guerra Mundial y de forma limitada durante la Segunda Guerra Mundial por todas las ramas de las Fuerzas Armadas francesas, excepto la infantería. El empleo ocasional, especialmente fuera de Francia, del nombre "Mannlicher" para describir a las armas sistema Berthier se debe a su peine en bloque, cuyo diseño se basó en aquel empleado por los verdaderos fusiles y carabinas Mannlicher. Por otra parte las armas Berthier, especialmente sus cerrojos, no fueron derivados a partir de fusiles o carabinas Mannlicher, sino del fusil Lebel. 

### Historia
La primera carabina Berthier entró en producción como la Carabine de Cavalerie Modèle 1890, que fue oficialmente adoptada el 14 de marzo de 1890. Las principales fábricas que la produjeron fueron la Manufacture d'armes de St Etienne (MAS) y la Manufacture d'Armes de Chatellerault (MAC). Fue diseñada para las ramas de Caballería y Gendarmería del Ejército francés y disparaba el cartucho 8 x 50 R Lebel, que estaba cargado con pólvora sin humo (Poudre B) desde su creación en 1886 para el fusil Lebel. Como el Alto Mando apreciaba el desempeño de la carabina Berthier M1890, se produjo una segunda versión específica para la artillería, el Mosquetón M1892, al cual se le podía montar una bayoneta de hoja corta y tenía un guardamanos rediseñado. Sin embargo, continuó empleando el peine en bloque de 3 cartuchos de la carabina M1890. Durante la Primera Guerra Mundial, fue obvio que el peine de 3 cartuchos era una desventaja respecto a los fusiles alemanes, como el Mauser 98, que usaba un peine de 5 cartuchos. Se instaló un depósito rediseñado en todas las carabinas Berthier, que podía albergar un peine en bloque de 5 cartuchos. Las nuevas carabinas Berthier con depósito de 5 cartuchos fueron designadas como Mosquetón M1916 o Mosquetón M1892/16, siendo empleadas por diversas ramas del Ejército francés especialmente después de 1918. Todavía eran empleadas por las Compagnies Republicaines de Securite (CRS) en la década de 1960 con fines policiales.

## Usuarios
- Francia
- Alemania nazi: empleó fusiles capturados
- Grecia
- Imperio ruso
- Persia
- Reino de Serbia
- Segunda República Española
- Turquía